# Karwin (województwo małopolskie)

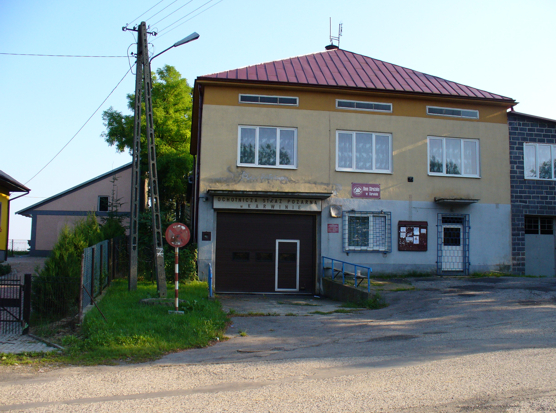
Remiza strażacka

Karwin – wieś w Polsce położona w województwie małopolskim, w powiecie proszowickim, w gminie Koniusza.
Wieś opactwa benedyktynów tynieckich w powiecie proszowickim województwa krakowskiego, która powstała w końcu XVI wieku.
W latach 1954–1959 wieś należała i była siedzibą władz gromady Karwin, po jej zniesieniu w gromadzie Wierzbno. W latach 1975–1998 miejscowość administracyjnie należała do województwa krakowskiego.

## Toponimia
1229 Charvino, 1363 Charvin, 1379 Zaruin [!], 1401 Charwym, 1419 Charbin, 1426 Charbynow [!], 1446 Caruyno, 1470–80 Carwin, 1529 Garwyn

## Dzieje dawne
- własność klasztoru benedyktynów w Tyńcu:
  - 1229 – papież Grzegorz IX bierze w opiekę klasztor w Tyńcu oraz jego dobra w Karwinie[6]
  - 1468 – król Kazimierz IV Jagiellończyk odkupił od Dobiesława (Dobka) z Karwin Karwińskiego dla klasztoru tynieckiego folwark i 4 1/2 łanów kmiecych w Karwinie[7]
- własność szlachecka:
  - 1379 – odnotowani są: Wawrzyniec z K., Staszek z K., Sobek z K.[8]
  - 1398 – Odnotowani są: Krystyn z K. i Wierzbna, h. Jastrzębiec (herb szlachecki), brat Jaszka i Dobka z Wierzbna oraz Czadra z K. i Marcinkowic[9]
- przynależność administracyjna:
  - 1489 – pow. krakowski[10]
  - 1581 – pow. proszowicki[11]
  - 1470 – parafia Poborowice[12]

## Historia
Na terenie miejscowości, Instytut Archeologii i Etnologii PAN pod kierownictwem dr Krzysztofa Tuni, prowadził badania archeologiczne.
| SIMC    | Nazwa           | Rodzaj    |
| ------- | --------------- | --------- |
| 0323157 | Błonie          | część wsi |
| 0323163 | Karwin-Równia   | część wsi |
| 0323170 | Kopalina        | część wsi |
| 0323192 | Przedżydowie    | część wsi |
| 0323200 | Słotwiny        | część wsi |
| 0323217 | Średnia Kolonia | część wsi |
| 0323223 | Zagaje          | część wsi |

## Urodzeni w Karwinie
- Władysława Maciesza[17]